# Obi (Getränkemarke)
Obi ist eine in der Schweiz zu Beginn des 20. Jahrhunderts eingeführte Apfel- und Obstsaft-Marke. Sie wird heute zum einen in der Schweiz von der Thurella AG, zum anderen in Österreich durch Eckes-Granini hergestellt.
Das Wort obi ist ein Akronym für Obstverwertung Bischofszell und geht auf die auf Anfang 1906 in der thurgauischen Gemeinde gegründete Mostereigenossenschaft Obi zurück. Zu dieser gehörten auch die ebenfalls in Bischofszell ansässigen Tochtergesellschaften Obipektin AG (gegründet 1936), Obi-Kriesi AG (später OBI Weinkellerei AG) sowie die damalige Thurella AG. Nach der Mostereigenossenschaft Obi ist auch die 1945/1946 erstellte Wohnsiedlung Obidörfli in Bischofszell benannt.
OBI Bischofszell entwickelte in den 1930er Jahren eine Methode, mit der Apfelsaft zu Konzentrat verarbeitet und dieses bei Bedarf wieder mit Wasser zu Saft verdünnt werden konnte. Später erwarb die österreichische Ybbstaler Obstverwertung sowohl Markennamen wie auch die Methode für Österreich, während für die Schweiz die Markenrechte weiterhin bei OBI Bischofszell verblieben.
1998 wurde der Betriebsteil «Obstverwertung» der OBI Bischofszell in die «Obi Frucht und Saft AG» eingebracht. Diese wurde wenige Monate später inklusive der damaligen Vertriebsgesellschaft Thurella AG und den Marken obi und Rittergold von der damaligen Thurella Genossenschaft in Egnach übernommen. Bis Ende 2010 hat die Nachfolgerin der Thurella Genossenschaft, die unter der börsenkotierten Thurella AG formierte «Thurella Gruppe», obi und Rittergold hergestellt und vertrieben. Als ein Teil der Massnahmen im Zuge der Sanierung der in Schieflage geratenen Thurella-Gruppe wurden Ende 2010 Herstellung und Vertrieb von Apfelsaft-Fertigprodukten und somit der bekannten Marken obi und Rittergold eingestellt. Seitdem werden dort ausschliesslich Halbfabrikate unter der Marke Thurella für die Abfüller von Apfelsaft- und Mischgetränken hergestellt.

## Entwicklung in Österreich
Die Marke obi, deren Markenrechte für Österreich bis 1982 die Ybbstaler Obstverwertung hielt, verbreitete sich speziell in Österreich, wo bereits in den 1930er Jahren obi Apfelsaft in der Gastronomie angeboten wurde. Das Wort „Obi“ etablierte sich vor allem im Sprachgebrauch in Ostösterreich als Synonym für Apfelsaft; so wird „Obi gespritzt“ als Bezeichnung für „Apfelsaft gespritzt“ (Deutschland: „Apfelschorle“; Schweiz: auch „Apfelsprudel“) verwendet.
1982 erwarb die Eckes-Granini von der Ybbstaler Obstverwertung die Markenrechte für obi Apfelsaft in Österreich.

## Verwendung in der Literatur
- Er trinkt 70er Jahre Chateux Petrus bewusst, aber dennoch mit der gleichgültigen Hingabe à la Obi g’spritzt. In: Franz West: „gnadenlos“, Franz West, Carlos Basualdo, Peter Noever. Österreichisches Museum für Angewandte Kunst, Hatje Cantz, 2001, ISBN 3-7757-1138-4, S. 8.
- …, ohne mich zu fragen bei seinem Schankburschen. „Ein Obi g'spritzt!“. Er glaubte, weil ich meist Apfelsaft trank, müsste es immer Apfelsaft sein. In: Adolf Katzenbeisser, Peter Paul Kloss: Zwischen Dampf und Diesel: meine Ausbildung zum Lokführer 1956–1965. Verlag Böhlau, 1988, ISBN 3-205-06780-0, S. 126.
- … in Hamburg Obi g’spritzt bestellt habe, was dann Irritationen ausgelöst hat. In: Ralf Pleger: Simone Young: die Dirigentin: ein Porträt. Verlag Europäische Verlagsanstalt, 2006, ISBN 3-434-50599-7, S. 90.
- … die Etiketten von den Weinflaschen zu entfernen und durch Obi-Apfelsaft-Etiketten zu ersetzen. In: Roland Girtler: Herrschaften wünschen zahlen: Die bunte Welt der Kellnerinnen und Kellner. Böhlau Verlag, Wien 2008, ISBN 978-3-205-77764-9, S. 67.